# Paradise in Distress
Paradise in Distress je dvacáté třetí studiové album nizozemské hardrockové skupiny Golden Earring, vydané 12. dubna 1999 společností CNR Music. Spolu se skupinou jej produkoval John Sonneveld. Původně vyšlo pouze na CD, vydání na gramofonové desce se dočkalo až v roce 2019. V nizozemské hitparádě se umístilo na páté příčce.

## Seznam skladeb
| Pořadí         | Název                              | Autor                          | Délka |
| -------------- | ---------------------------------- | ------------------------------ | ----- |
| 1.             | Paradise in Distress               | Barry Hay, George Kooymans     | 5:42  |
| 2.             | Apocalypse                         | Hay, Kooymans                  | 4:53  |
| 3.             | Evil Love Chain                    | Hay, Kooymans, E. H. Roelfzema | 4:16  |
| 4.             | Darling                            | Hay, Kooymans                  | 5:27  |
| 5.             | Take My Hand-Close My Eyes         | Hay, Kooymans                  | 4:48  |
| 6.             | The Fighter                        | Hay, Kooymans                  | 7:24  |
| 7.             | One Night Without You              | Hay, Kooymans                  | 4:32  |
| 8.             | Whisper in a Crowd                 | Hay, Kooymans                  | 3:37  |
| 9.             | Deja Voodoo                        | Hay, Kooymans, Roelfzema       | 5:49  |
| 10.            | Bad News to Fall in Love           | Hay, Kooymans, Roelfzema       | 5:08  |
| 11.            | 42nd Street                        | Hay, Kooymans, Roelfzema       | 3:00  |
| 12.            | Fluid Conduction                   | Hay, Kooymans                  | 4:10  |
| 13.            | Desperately Trying to Be Different | Hay, Kooymans, Roelfzema       | 4:08  |
| 14.            | Gambler's Blues                    | Hay, Kooymans, Roelfzema       | 4:35  |
| Celková délka: | Celková délka:                     | Celková délka:                 | 67:29 |

## Sestava
- Rinus Gerritsen – baskytara, klávesy
- Barry Hay – kytara, zpěv
- George Kooymans – kytara, zpěv
- Cesar Zuiderwijk – bicí